# Chrysotachina willistoni
Chrysotachina willistoni är en tvåvingeart som beskrevs av Charles Howard Curran 1939. Chrysotachina willistoni ingår i släktet Chrysotachina och familjen parasitflugor. Inga underarter finns listade i Catalogue of Life.